# アリス (バルテュスの絵画)
『アリス』（Alice）はフランスの画家バルテュスが1933年に描いた絵画。『鏡の中のアリス』とも呼ばれる。

## 概要
詩人のピエール・レリスの妻であるベティがモデルとなっている。鏡に向かうモデルに対し、鏡の側から見た構図となっている。1934年に、『街路』、『キャシーの化粧』、『ギターのレッスン』と共にピエール画廊で出展された。
ピエール・ジャン・ジューブはこの絵画を気に入り、1935年に入手したが、1965年にバルテュスとの関係が悪化すると手放した。1995年、ポンピドゥー・センターが『アリス』をコレクションに加えた。